# P36
P36 − radziecki parowóz osobowy, produkowany w zakładach W.W. Kujbyszewa w Kołomnie w latach 1950−1956. Był to ostatni typ parowozu produkowany w tych zakładach.

## Historia
Prototyp parowozu, oznaczony P36-0001, zbudowano w marcu 1950 roku. Różnił się on od późniejszych seryjnych kształtem obudowy przodu, blach odchylających dym oraz tendrem. Budowę serii P36 rozpoczęto dopiero w 1953 roku. Ogółem wyprodukowano 251 sztuk.

## Eksploatacja
Parowozy te obsługiwały pociągi pospieszne z Moskwy do Leningradu, Brześcia i Mińska. Od 1971 roku ich liczba w europejskich częściach ZSRR zaczęła maleć, bo wiele z nich przeszło do obsługi pociągów pasażerskich na Syberii. Kasacje pierwszych parowozów tej serii zaczęły się w 1982 roku. Ich kotły często ustawiano w fabrykach jako stacjonarne wytwornice pary.
Do dziś zachowało się kilkanaście egzemplarzy, w tym 5 sprawnych.